# Cerol (jogador)
Lucio dos Santos Lima (Rio de Janeiro, 22 de dezembro de 1992), mais conhecido como Cerol, é um atleta e youtuber brasileiro. É considerado um dos maiores streamers de Free Fire no Brasil. Em 2019, foi eleito o melhor streamer do país no Prêmio eSports Brasil. Juntamente com Nobru, em Janeiro de 2021, ele fundou a organização de esports Fluxo.

## Biografia
Criado na periferia do Rio de Janeiro, no bairro de Campo Grande. Para ajudar a família, começou a trabalhar com 11 anos em um estacionamento. Desde então, não parou mais: foi atendente em um bar, frentista, lavou roupa, descarregou cimento de caminhões e chegou até a animar festas fantasiado.
Cerol abandonou o ensino médio na sétima série e voltou a estudar apenas aos 18 anos. Sua meta era ser sargento do exército, e foi nessa época que ele começou o namoro com a atual noiva Ana Caroline. Logo depois, para se manter, passou a trabalhar como motorista de aplicativo. Comprou um carro parcelado e rodava a capital carioca todos os dias da semana, das 15h às 3h.

## Avanço da Modalidade
Atualmente, Cerol é o criador da guilda competitiva KOF e criou juntamente com o Nobru (famoso jogador profissional de Free Fire) uma nova organização chamada Fluxo Esports. Em entrevista dada ao repórter Evelyn Mackus da ESPN Brasil, onde comentou durante uma entrevista realizada durante a final da Pro League de Free Fire no Rio de Janeiro, que avanço do time tradicional de futebol, poderia servir de um grande incentivo para que os outros clubes brasileiros possam expandir suas modalidades.

## Eventos durante a Pandemia de COVID-19
Durante a contaminação da pandemia de COVID-19 no Brasil, foi promovido um evento pela rede Globosat, em que uma live foi transmitida com a participação de Cerol, Nobru, Babi e Camilota XP, durante um pré-show do cantor Alok.
De acordo com a Globo Esporte, a apresentação foi transmitida pelos canais Multishow, TV Globo, SporTV, e pelo serviço de streaming Globoplay.

## Prêmios e indicações
| Ano  | Prêmio                | Indicação              | Resultado |
| ---- | --------------------- | ---------------------- | --------- |
| 2019 | Prêmio eSports Brasil | Melhor streamer do ano | Venceu    |
| 2020 | Prêmio eSports Brasil | Melhor streamer do ano | Perdeu    |